# 伝えたい言葉 〜涙のおちる場所〜
『伝えたい言葉 〜涙のおちる場所〜』（つたえたいことば 〜なみだのおちるばしょ〜）は、I WiSHの1stオリジナルアルバム。

## 解説
- 大ヒット曲「明日への扉」を含むファーストアルバムである。

## 収録曲
1. 明日への扉
1stシングル。フジテレビ系バラエティ番組『あいのり』主題歌
『ReLIFE』10話のエンディング曲
2. サマーブリーズにのって (Sweet Palau Mix)
2ndシングル「ふたつ星」のカップリング曲のアルバムバージョン。
3. さよならの雨
4. 風になれっ!
5. ふたつ星
2ndシングル。読売テレビ・日本テレビ系ドラマ『14ヶ月 〜妻が子供に還っていく〜』挿入歌
6. UTS-この世界の下で
7. December
8. FlowerII
9. クラスメイト以上…。
10. ☆キラキラ☆
11. 光が指す未来へ
12. I

## 演奏
- 川嶋あい：Vocal, Piano
- nao：Piano & Keyboards
- 小澤純：Synthesizer & Programming (#1)
- 上田益：Synthesizer & Programming (#1)
- 今村敬一：Acoustic Guitar & Electric Guitar (#1)
- Yama-chang：Electric Bass (#1.2.8.9.11)
- 家原正樹
  - Electric Guitar, Synthesizer & Programming (#2.5.8.9.11)
  - Acoustic Guitar (#2.5.10.11)
- 前嶋康明：Synthesizer & Programming (#3.10)
- 渡辺未来：Electric Guitar, Synthesizer & Programming (#4)
- 四家卯大ストリングス：Strings (#5)
- h-wonder：Synthesizer & Programming (#6)
- 林部直樹：Acoustic Guitar (#6)
- 田辺恵二：Synthesizer & Programming (#7)
- YAMACHI (jav jav)：Acoustic Guitar (#7)
- Bueeen：Chorus (#11)
- 渡辺善太郎：Acoustic Guitar, Electric Guitar, Electric Bass, Synthesizer & Programming (#12)
- 河村智康：Drums (#12)